# Ivanivka, Bratske
Ivanivka (în ucraineană Іванівка) este localitatea de reședință a comunei Illicivka din raionul Bratske, regiunea Mîkolaiiv, Ucraina.

## Demografie
Componența lingvistică a localității Ivanivka
     Rusă (48,65%)
     Ucraineană (48,46%)
     Română (1,92%)
     Alte limbi (0,19%)
Conform recensământului din 2001, nu exista o limbă vorbită de majoritatea populației, aceasta fiind compusă din vorbitori de rusă (48,65%), ucraineană (48,46%) și română (1,92%).